# Abbotsford Centre
Das Abbotsford Centre (bis 2014 Abbotsford Entertainment & Sports Centre) ist eine Mehrzweckhalle in der kanadischen Großstadt Abbotsford, Provinz British Columbia. Der Eigentümer der Halle ist die Stadt Abbotsford. 

## Geschichte
Die Stadt plante den Bau einer Mehrzweckhalle, eines Kultur- und eines Gemeindezentrums. Da man dafür die Zustimmung der Bürger der Stadt brauchte, wurde am 25. November 2006 ein Referendum in der Stadt abgehalten. Für den Bau der Veranstaltungsarena stimmten 54,8 Prozent. Auch dem Kultur- (52,3 Prozent) und dem Gemeindezentrum (55,8 Prozent) wurde zugestimmt. Im Juni 2007 startete die Errichtung des Kultur- und des Gemeindezentrums. Am 24. September des Jahres begann der Bau des Abbotsford Entertainment & Sports Centre. Am 10. Mai 2009 wurde die Eröffnung der Halle gefeiert.
Gegenwärtig tragen die Fraser Valley Thunderbirds aus der BC Hockey Major Midget League (BCMML, seit 2018) und die Fraser Valley Bandits der Canadian Elite Basketball League (CEBL, seit 2019) ihre Heimspiele im Centre aus. Seit der Saison 2021/22 spielt wieder ein Team der American Hockey League (AHL) aus Abbotsford, in Kooperation mit den Vancouver Canucks, in der Halle. Zuvor trugen die Abbotsford Heat, verbunden mit den Calgary Flames, von 2009 bis 2014 ihre Heimspiele in der Arena aus. Kurzzeitig waren die BC Angels der Legends Football League (LFL) 2012 in der Halle beheimatet, da die Liga nach nur einer Saison aufgelöst wurde.

## Kapazität
Die Halle bietet 7000 Sitzplätze inklusive 200 Clubsesseln, 12 Logen-Boxen, 20 Logen und 2 Party-Logen. Zu Konzerte sind es mit Plätzen im Innenraum bis zu 8500 Plätze.